# Giovanni Magrassi
Eliseo Giovanni Magrassi (Livorno, 4 marzo 1891 – Grosseto, 24 luglio 1969) è stato un politico e avvocato italiano, deputato all'Assemblea Costituente.

## Biografia
Figlio di Domenico e Delphina, nel 1913 si laureò in giurisprudenza presso l'Università di Pisa, dove aderì in giovane età al Partito Repubblicano Italiano. Eletto al consiglio comunale di Pisa, fu assessore alla pubblica istruzione. In quegli anni divenne massone entrando nel Grande Oriente d'Italia. Il 6 agosto 1914 fu tra i promotori di una manifestazione tenutasi a Livorno contro la partecipazione dell'Italia alla prima guerra mondiale.
Si trasferì nel 1921 a Grosseto, dove esercitò la professione di avvocato. Al termine della seconda guerra mondiale si riavvicinò alla politica attiva che aveva abbandonato nel ventennio fascista, entrando nel direttivo del Comitato di Liberazione Nazionale di Grosseto e venendo incaricato del ruolo di presidente della provincia, carica che mantenne fino al 1947. Nel 1946 fu eletto nelle liste del Partito Repubblicano Italiano all'Assemblea Costituente. Alle successive elezioni politiche del 1948 si candidò al Senato nel collegio di Grosseto: ottenne 16 888 voti, pari al 15,33%, e non risultò eletto.
Fu per molti anni presidente dell'Ordine degli avvocati della provincia di Grosseto. Tra i numerosi processi che lo videro avvocato si ricorda quello legato all'eccidio nazifascista di Niccioleta.
Ricoverato negli ultimi anni in una clinica per motivi di salute, morì il 24 luglio 1969. La camera ardente fu allestita presso la sua villa-studio in strada Vinzaglio e la salma fu poi tumulata a Pisa.